# Vaalserberg

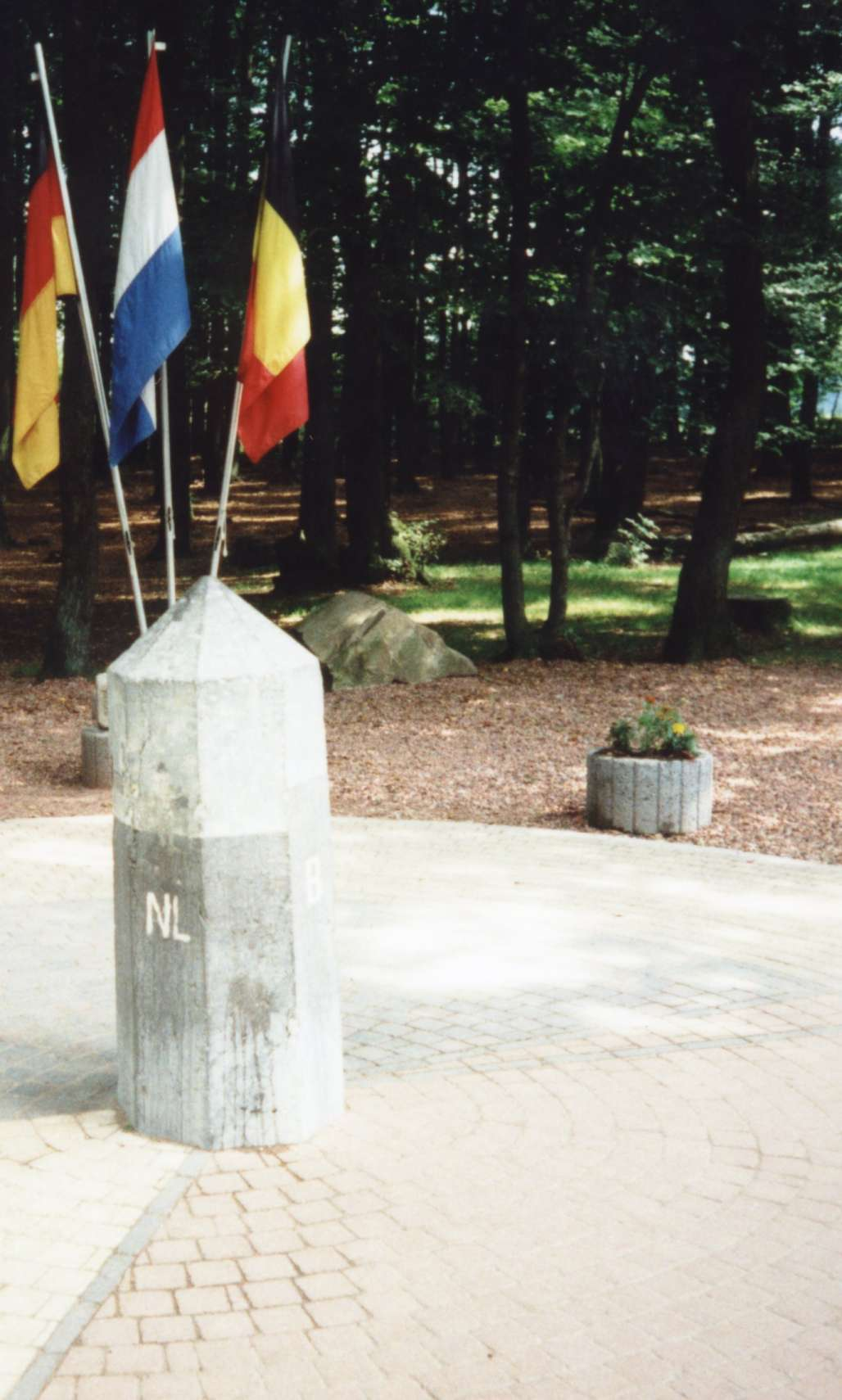
El punt dels tres estats

El Vaalserberg (muntanya de Vaals) és el turó on s'ateny el punt natural més alt dels Països Baixos, 322 m (el punt més alt correspon al capdamunt d'una antena a Lopik, prop d'Utrecht, amb 375 m). El turó està situat a la part més meridional del país, prop del poble de Vaals al Limburg. El punt més alt del puig és conegut com a "Punt dels tres països" (Drielandenpunt) pel fet que hi conflueixen les fronteres neerlandesa, belga i alemanya. Entre 1830 i 1919 el Vaalserberg fou un "punt dels quatre països", puix que a més hi havia el mini-estat de Moresnet Neutral, actualment Kelmis a Bèlgica.
S'hi pot arribar amb cotxe, una carretera mena fins al seu capdamunt. Al costat belga hi ha una torre panoràmica.